# Arsène Copa
Arsène Copa (Moanda, 7 giugno 1988) è un calciatore gabonese, di ruolo centrocampista.

## Carriera

### Club
Ha giocato nel campionato gabonese, ungherese e slovacco.

### Nazionale
Ha esordito in nazionale nel 2007.